# José Aparicio
José Aparicio Inglada (Alicante, 14 de diciembre de 1770-Madrid, 10 de mayo de 1838) fue un pintor español. Con José de Madrazo y Juan Antonio Ribera, está considerado uno de los mejores representantes de la pintura neoclásica en España.

## Biografía
Era hijo de Vicente Aparicio y de Manuela Inglada, el séptimo de ocho hermanos. Se formó en Valencia, en la Real Academia de San Carlos, ganando el primer premio de pintura en 1793. 
Después pasó a la Real Academia de Bellas Artes de San Fernando en Madrid. En 1796 ganó el primer premio de primera clase de Pintura con el lienzo Godoy presentando la Paz a Carlos IV, que aún se conserva en la Academia, este premio le permitió acceder a una pensión de 12000 reales de vellón para en 1799 marcharse a estudiar a París y posteriormente a Roma. En París fue el primer alumno español de Jacques-Louis David, donde coincidió con Juan Antonio Ribera y Fernández y José de Madrazo. En 1804 expuso en el salón de París la representación del relato bíblico Atalía y Joás que luego enviaría a la Academia de San Fernando como envío de pensionado, en él demuestra todo su aprendizaje neoclásico bajo el amparo de David. En 1805 recibió una medalla de oro por su cuadro La epidemia de España. Antes de viajar a Roma, en 1807 también envió a Manuel Godoy el lienzo Combate de Gladiadores.

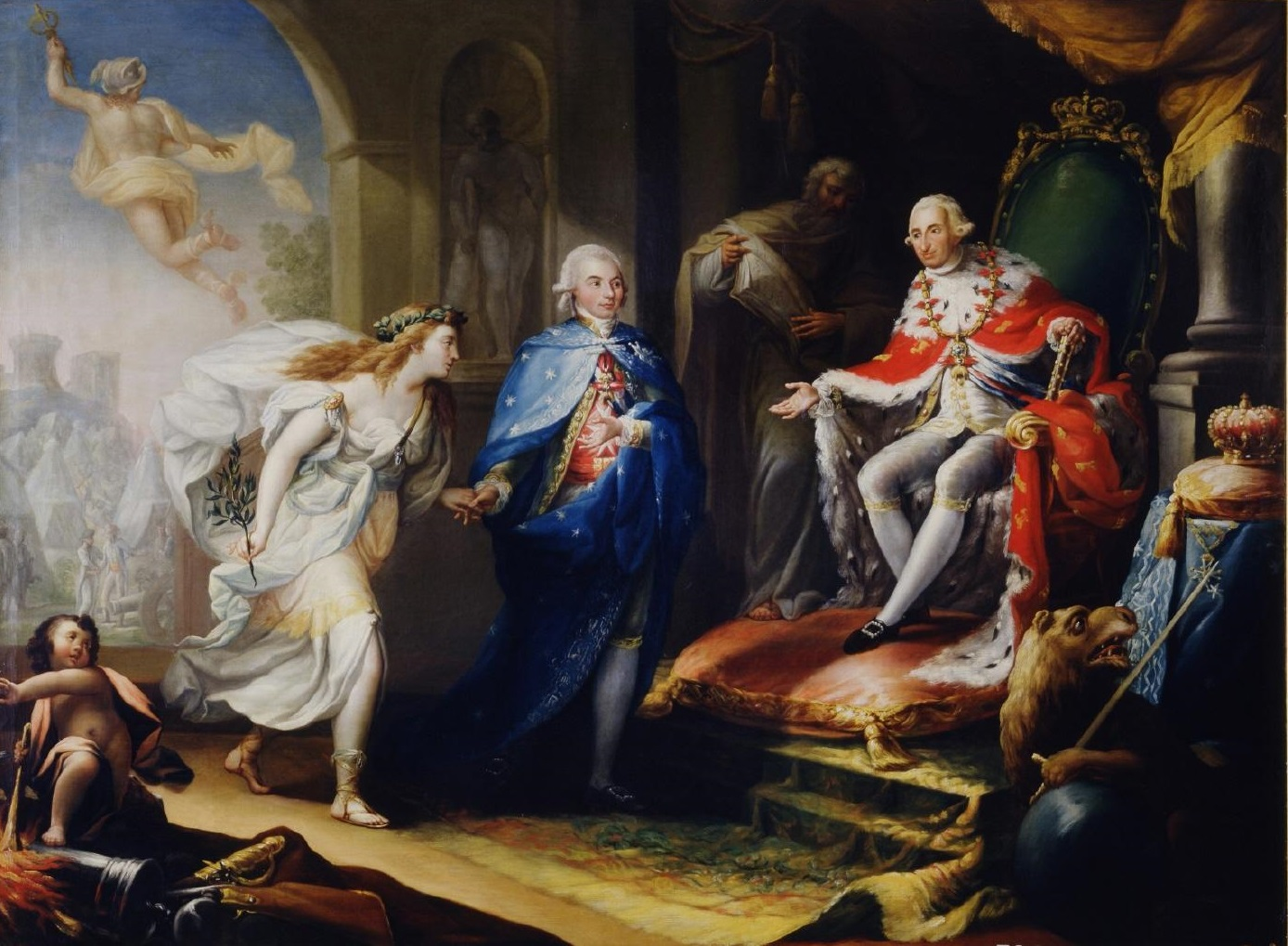
Godoy presentando la paz a Carlos IV, 1796, Real Academia de Bellas Artes de San Fernando.

En Roma, siguió su proceso de aprendizaje. Se mostró, más de una vez, fiel al rey español, al negarse a jurar fidelidad a José Bonaparte. Debido a este hecho, José Aparicio cayó preso, como el resto de los artistas españoles becados residentes en Roma, en el castillo de Sant'Angelo, siendo considerado prisionero civil en la época fernandina. 
Después de ser liberado, es llamado por el gobierno español, desembarcando en Barcelona el 21 de mayo de 1815. Parte para Madrid, donde finalmente inicia su carrera, siendo nombrado en agosto pintor de cámara del rey Fernando VII tras pedirle perdón. Un año más tarde comenzó a pintar Las glorias de España, que le tendría ocupado durante cerca de dos años. Con esta obra, comienza una gran serie de cuadros de gran tamaño que abordan temas patrióticos.
Por su obra más conocida, Desembarco de Fernando VII en la isla de León, fue nombrado académico de mérito de la Academia de San Carlos de Valencia, en 1829 y, más tarde, director de la Academia de San Fernando.
Al morir el rey Fernando VII, en 1833, se inició el declive de su carrera puesto que no era bien visto por los gobiernos liberales que siguieron. Murió en 1838, pobre y en la miseria. Fue enterrado en el antiguo cementerio del Buen Retiro.

## Obra
A juzgar por estudiosos como Ramírez Domínguez, su estilo es académico, dibujístico, relamido y frío, con exageraciones grandilocuentes. Se dedicó fundamentalmente a temas históricos de carácter patriótico. Uno de sus discípulos cercanos más identificados con su obra fue Francisco de Paula Van Halen Gil, pintor de historia y de batallas, supernumerario de la Real Academia de Bellas Artes de San Fernando y pintor de Cámara de Isabel II.
Sus obras más conocidas son El hambre en Madrid (1818) y Desembarco de Fernando VII en la isla de León (1827). Ambos son cuadros de propaganda política de Fernando VII. De la misma época que El hambre en Madrid es La batalla de San Marcial. El original del Desembarco se perdió con el incendio del Tribunal Supremo de 1915 y solo se conserva su boceto en el Museo del Romanticismo.  
Además de la pintura de historia, Aparicio cultivó el retrato de la élite política y de aristócratas y reyes como el general Castaños, o la baronesa de Mayneaud de Pancemont, entre otros; también realizó cuadros de temática religiosa.
El Museo del Prado conserva un buen conjunto de obras de Aparicio, aunque mayoritariamente retratos. Adquirió en 2018 con fondos del legado de Carmen Sánchez del periodo italiano de Aparicio, seguramente el más brillante de su carrera Retrato de Giuseppe Maria Ferdinando Dal Pozzo, jurista italiano, famoso en su tiempo. Otras se conservan en la Academia y en el Museo Lázaro Galdiano (un posible autorretrato de juventud).

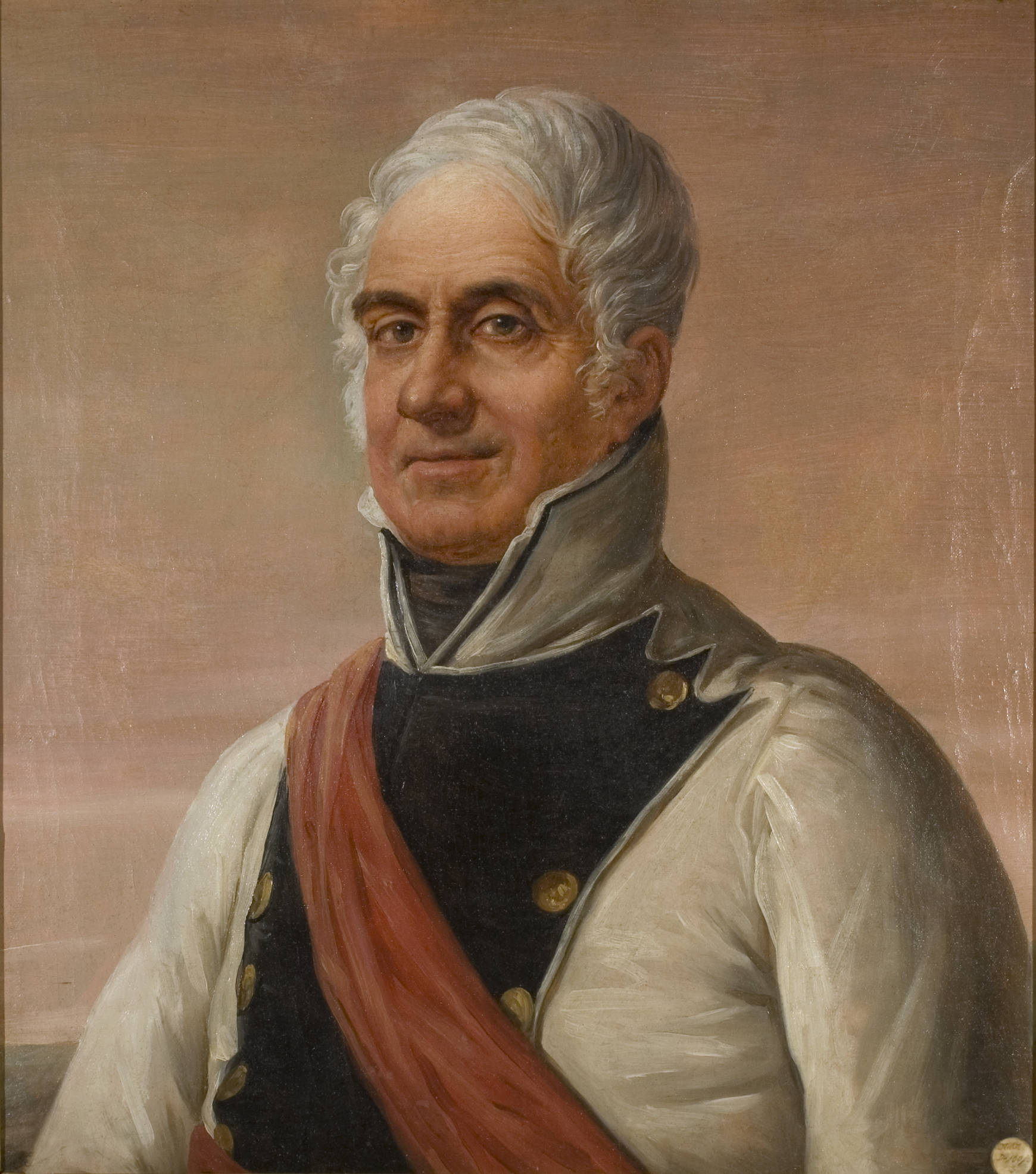
Francisco Javier Castaños, c. 1815
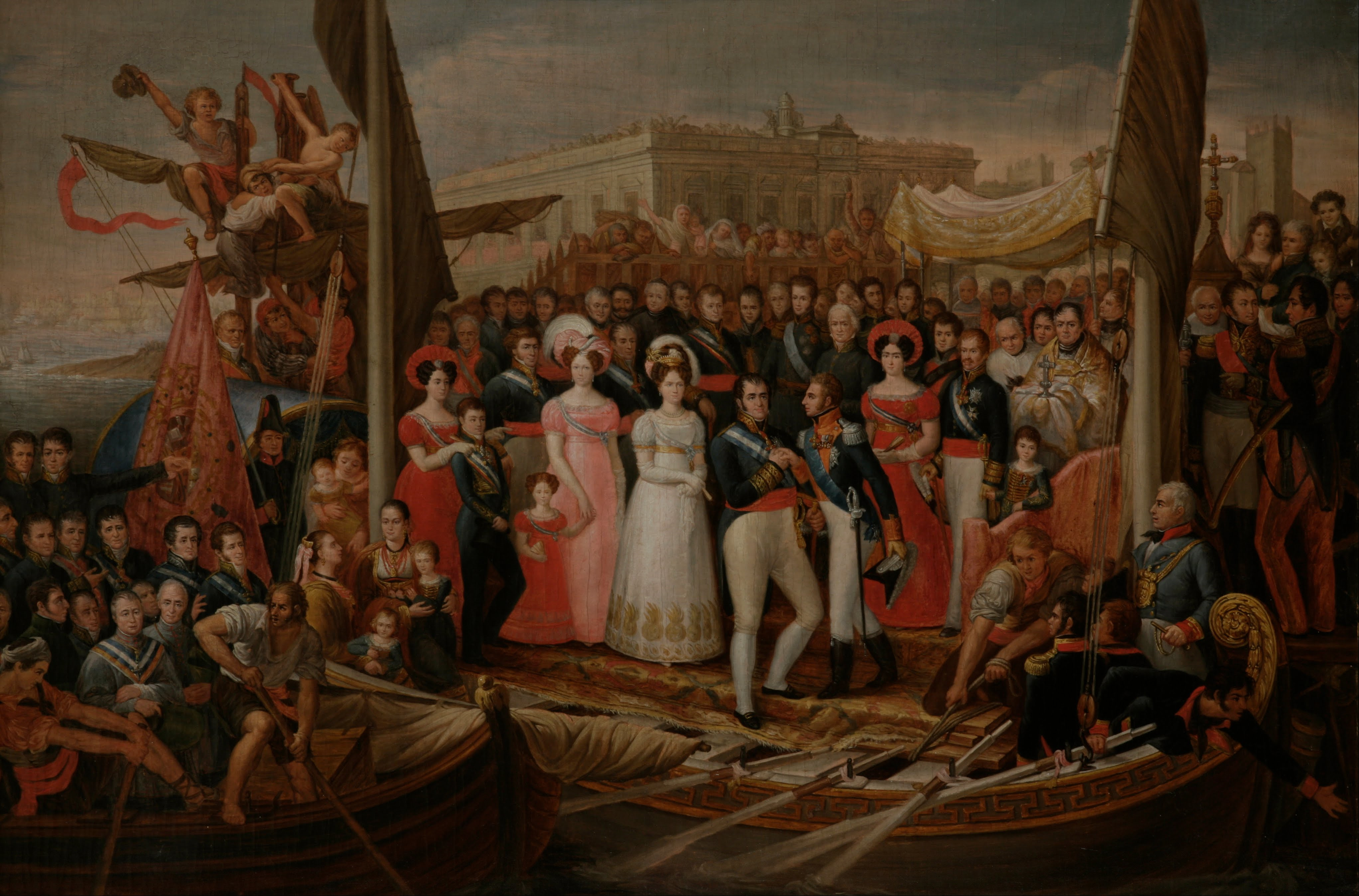
Desembarco de S.M. el Rey Don Fernando VII en El Puerto de Santa María
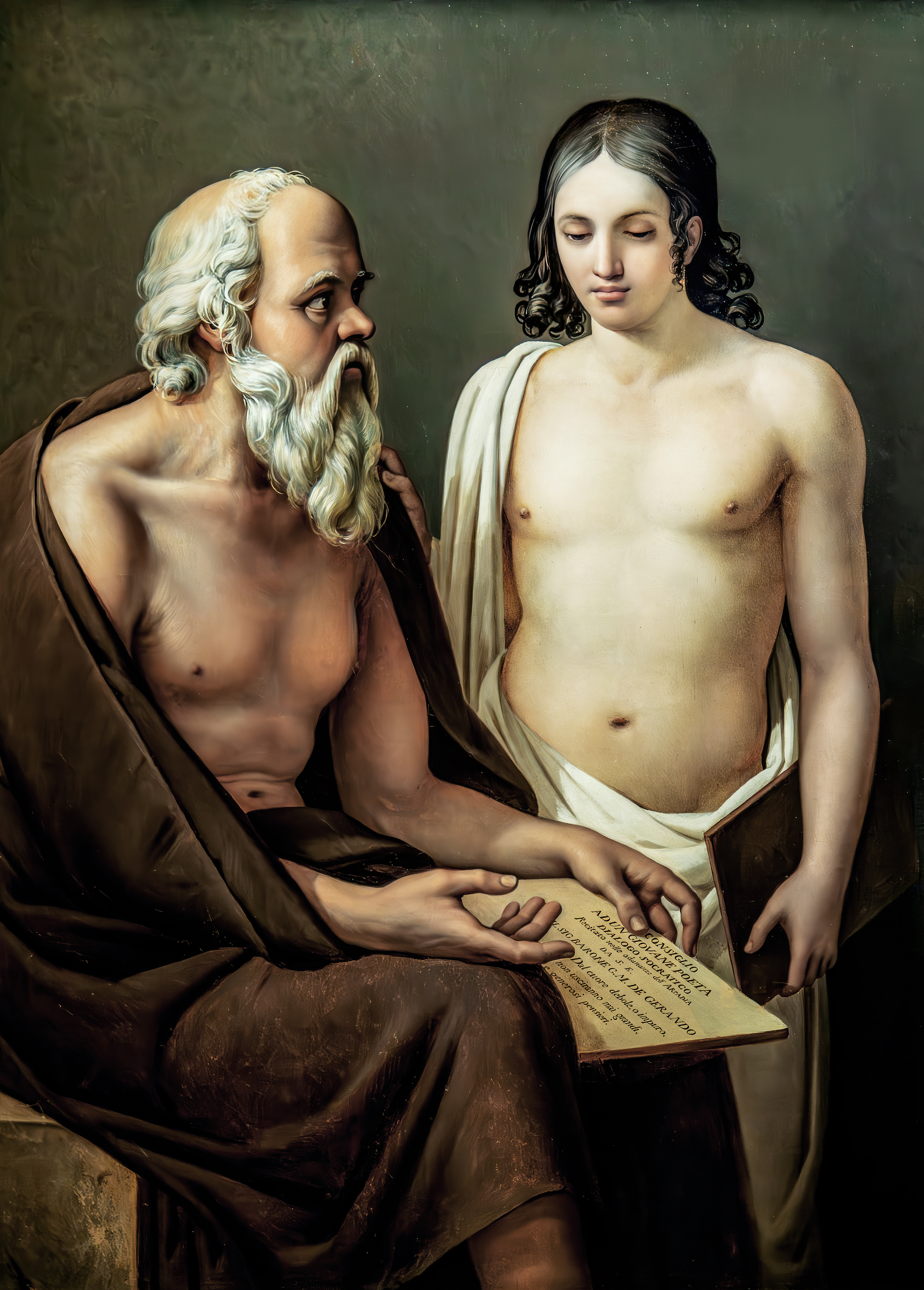
Sócrates enseñando a un joven, 1811
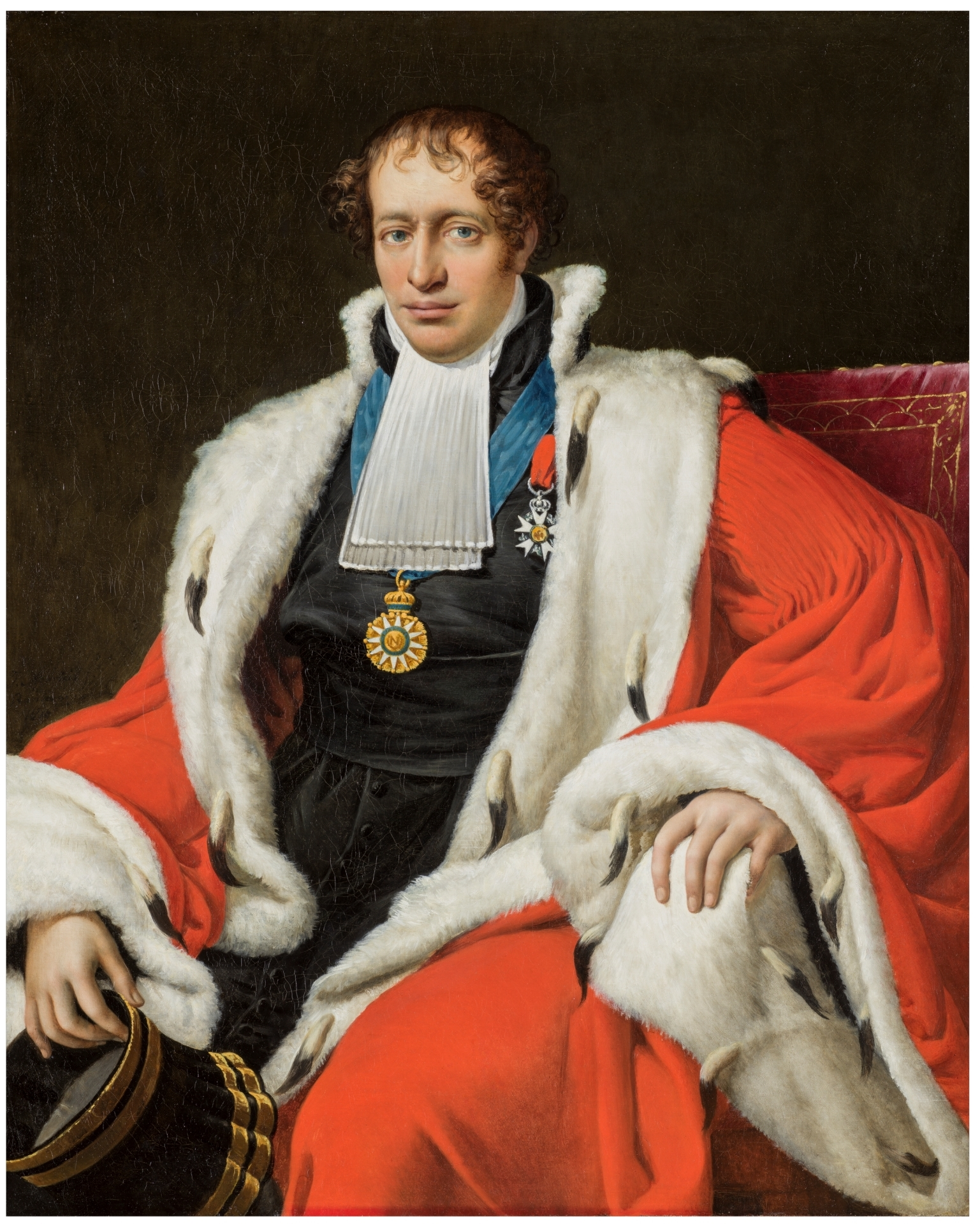
Giuseppe Maria Ferdinando Dal Pozzo. 1810-13
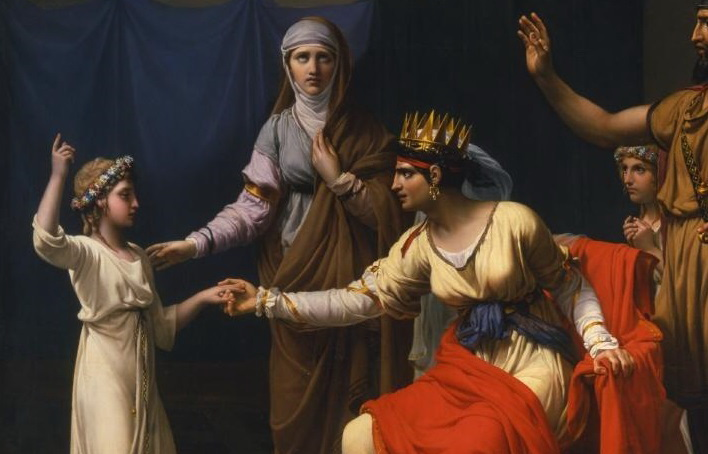
Atalía y Joás, 1805
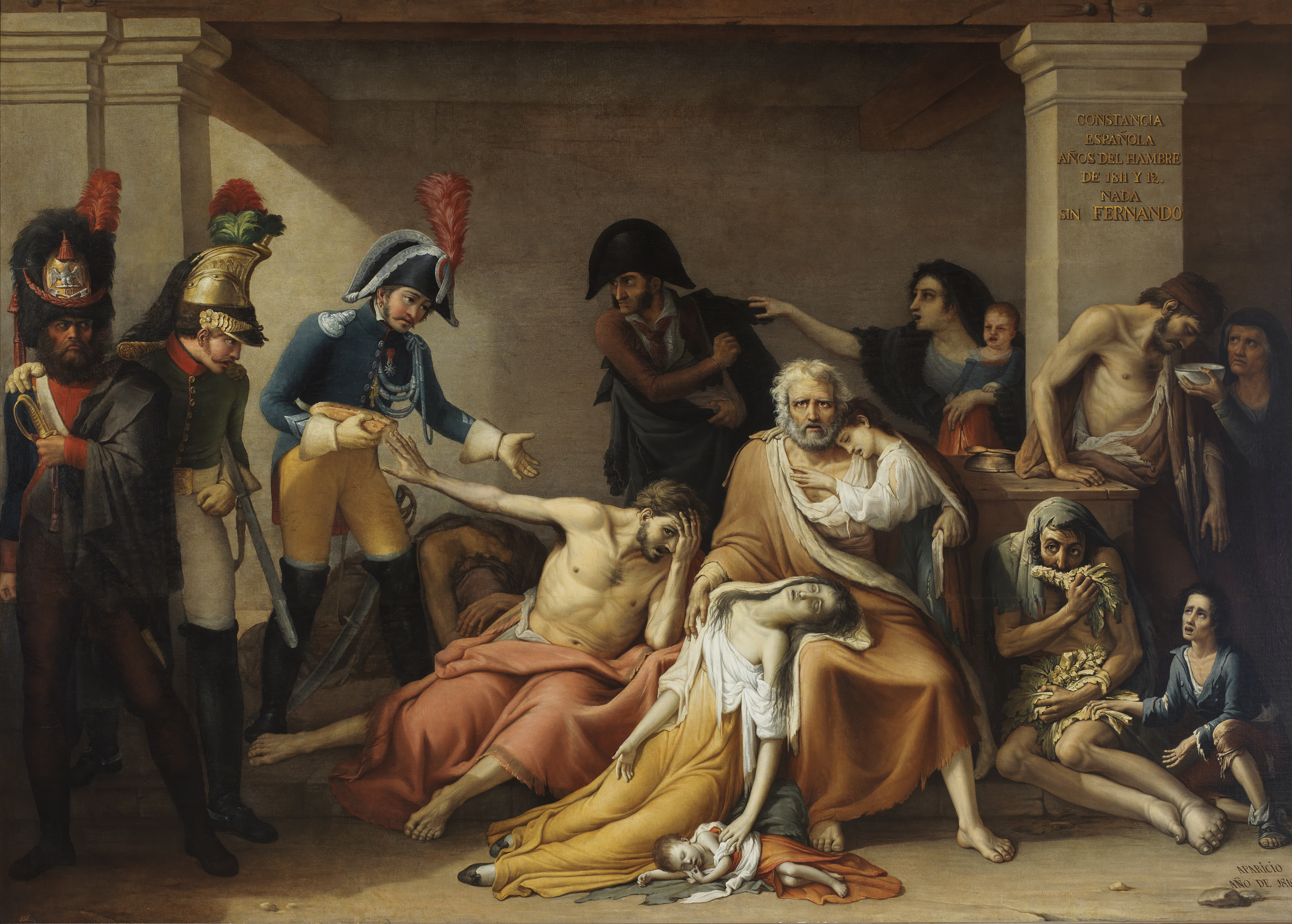
El hambre en Madrid, 1818
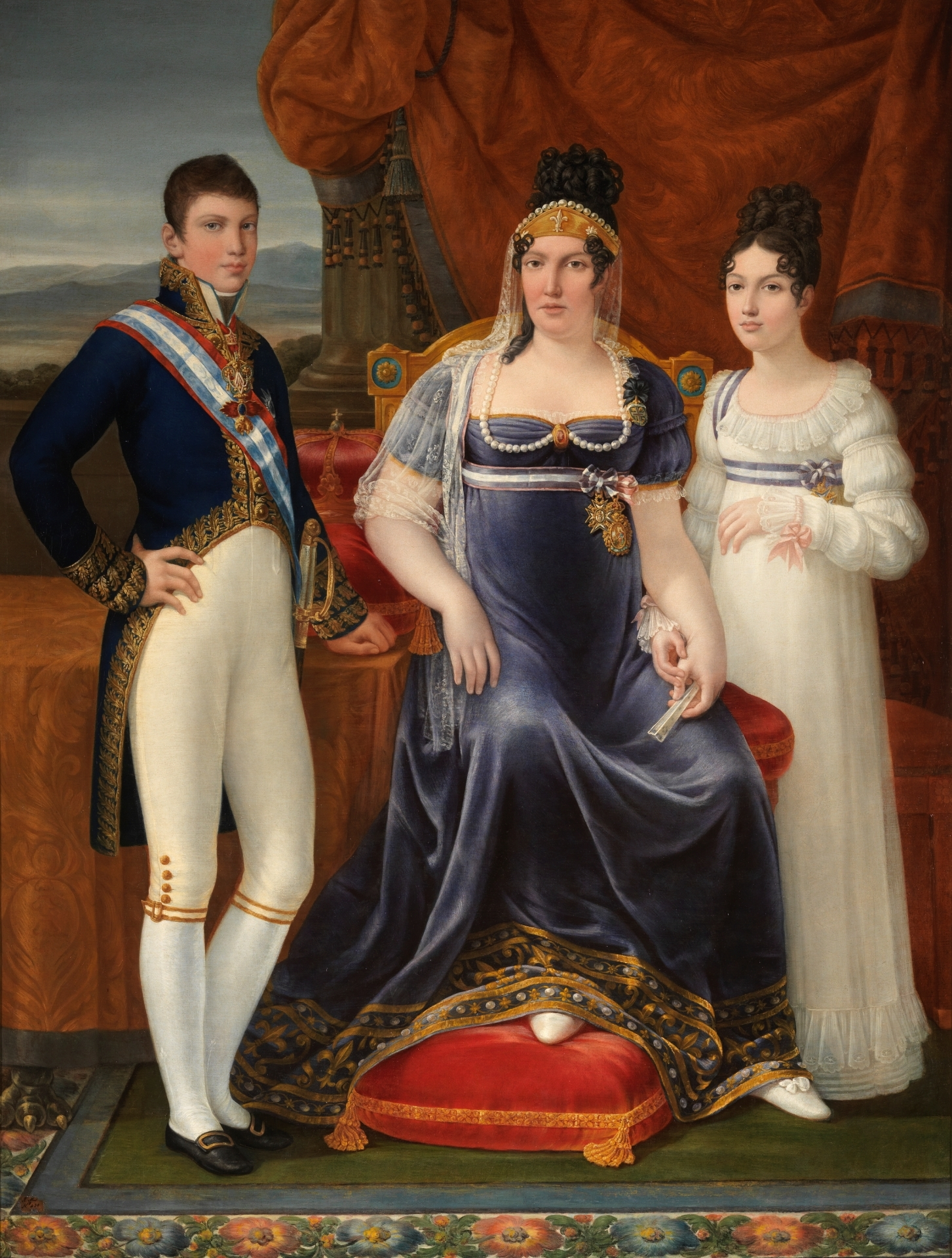
La reina de Etruria y sus hijos, 1815